# Эррера, Рене
Рене Гамарча Эррера (англ. Rene Gamarcha Herrera; род. 24 мая 1979, Jordan, Западные Висайи) — филиппинский легкоатлет, специалист по бегу на средние и длинные дистанции, кроссу и стипльчезу. Выступал за сборную Филиппин по лёгкой атлетике в 2002—2015 годах, пятикратный чемпион Игр Юго-Восточной Азии, призёр ряда крупных международных стартов на шоссе и на дорожке, участник летних Олимпийских игр в Лондоне.

## Биография
Рене Эррера родился 24 мая 1979 года в муниципалитете Хордан провинции Гимарас, Филиппины. Заниматься бегом начал во время учёбы в старшей школе, одновременно с этим пробовал себя в любительском боксе — выиграл 20 боёв и проиграл 5.
Первого серьёзного успеха в лёгкой атлетике на международном уровне добился в сезоне 2003 года, когда вошёл в состав филиппинской сборной и выступил на Играх Юго-Восточной Азии в Ханое, где одержал победу в зачёте бега на 3000 метров с препятствиями.
В 2004 году выиграл серебряную медаль на чемпионате Таиланда в Бангкоке, установив при этом свой личный рекорд в 3000-метровом стипльчезе — 8:49.39. Принимал участие в чемпионате мира по полумарафону в Нью-Дели, где с результатом 1:15:06 занял итоговое 73-е место.
В 2005 году показал 128-й результат на чемпионате мира по кроссу в Сен-Гальмье, в стипльчезе финишировал восьмым на чемпионате Азии в Инчхоне, превзошёл всех соперников на домашних Играх Юго-Восточной Азии в Маниле (здесь также стал бронзовым призёром в программе бега на 1500 метров).
В 2006 году в беге на 3000 метров с препятствиями стал шестым на Азиатских играх в Дохе.
В 2007 году сошёл с дистанции на чемпионате Азии в Аммане, отметился победой на Играх Юго-Восточной Азии в Накхонратчасиме.
В 2009 году занял 11-е место на чемпионате Азии в Гуанчжоу, победил на Играх Юго-Восточной Азии во Вьентьяне.
В 2010 году с личным рекордом 1:05:59 финишировал восьмым на международном полумарафоне в Инчхоне, в стипльчезе показал восьмой результат на Азиатских играх в Гуанчжоу.
На чемпионате Азии 2011 года в Кобе так же был восьмым, тогда как на Играх Юго-Восточной Азии в Палембанге завоевал золотую награду.
Благодаря череде успешных выступлений в 2012 году удостоился права защищать честь страны на летних Олимпийских играх в Лондоне — в ходе предварительного квалификационного этапа 5000 метров установил свой личный рекорд — 14:44.11, но этого результата оказалось недостаточно для выхода в финальную стадию соревнований.
В 2013 году на Играх Юго-Восточной Азии в Нейпьидо стал четвёртым в беге на 3000 метров с препятсвиями.
В 2015 году бежал стипльчез на Играх Юго-Восточной Азии в Сингапуре, закрыв в итоговом протоколе десятку сильнейших. По окончании сезона завершил спортивную карьеру.